# Rebecca Schønberg
Rebecca Schønberg (født 12. juni 1995 i Gentofte) er en dansk skuespiller som mest kendt for at spille Ronja i tv serien "Isas Stepz".
Rebecca startede på Talentskolens linje Teater/Musical i 2013. Hun var medvirkende i Grønnegade Teaters forestilling "Jamen, man skyder da heste?" i 2014.

## Filmografi

### Film
| År   | Titel | Rolle   | Noter    |
| ---- | ----- | ------- | -------- |
| 2019 | Bleed | Pauline | Kortfilm |

### Tv-serier
| År   | Titel      | Rolle          | Noter |
| ---- | ---------- | -------------- | ----- |
| 2008 | Isas Stepz | Ronja Lindgart |       |